# Backanal på Andros
Backanal på Andros är en oljemålning av den italienske renässanskonstnären Tizian från 1523–1526. Den är utställd på Pradomuseet i Madrid. Peter Paul Rubens monumentala kopia av målningen ingår i Nationalmuseums samlingar i Stockholm. 

## Motiv
Målningen skildrar ett dryckeslag, eller backanal, på den grekiska ön Andros där guden Bacchus (motsvaras i grekisk mytologi av Dionysos) hade skapat en aldrig sinande källa med vin. Guden själv är dock inte avbildad i målningen. Målningens tema kommer från den grekiske tänkaren Filostratos den äldre skrift Eikones (”Bilder”) från 200-talet.

## Konstnären och hans stil
Tizian var berömd för sin förmåga att i målningarna avbilda ögonblick som sprudlar av liv och energi av det slag som dominerar den här målningen. Han var färgens mästare under renässansen och den rika, glödande lyskraften i den här målningen speglar det passionsfyllda motivet. Scenen vimlar av gestalter, men kompositionen är väl genomtänkt. Avbildningarna av några festdeltagarna visar på inflytande från klassiska skulpturer. Till skillnad från exempelvis Rafael befolkar Tizian sina mytologiska skildringar med varelser av kött och blod, inte levande statyer. Figurerna är tillräckligt idealiserade bortom en vardaglig verklighet för att övertyga oss om att de tillhör en sedan länge förlorad guldålder.    

## Bakgrund ochproveniens

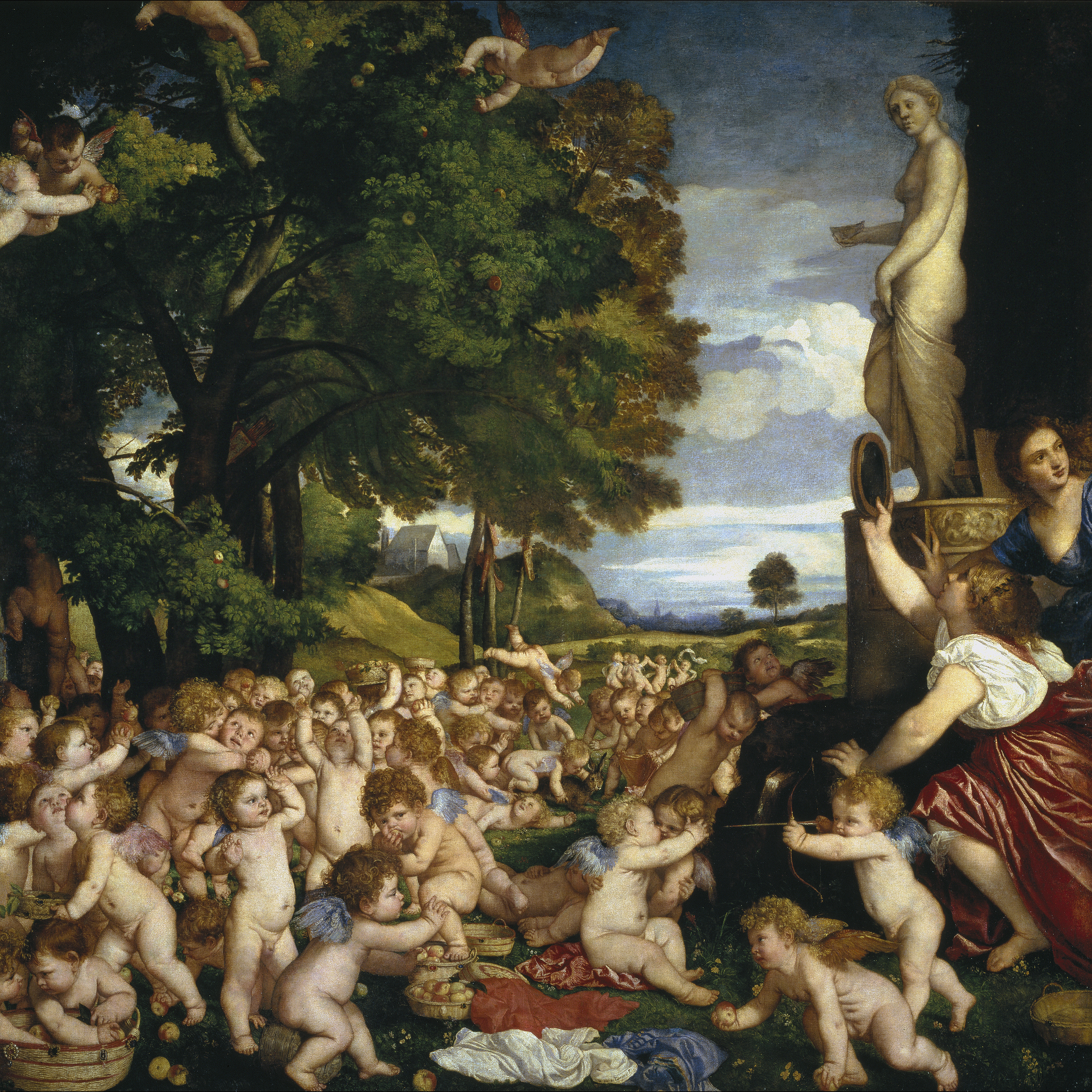
Tizians Offer till Venus (1518, 172x175 cm), Pradomuseet.

Backanal på Andros ingick i en serie mytologiska verk som hertig Alfonso I av Este beställde av Tizian; de andra var Bacchus och Ariadne och Offer till Venus. Målningarna ingick i en större utsmyckning av hertigens palats som också inkluderade verk av Giovanni Bellini (Gudarnas fest) och Dosso Dossi. Senare i livet skulle Tizian måla ett antal tavlor med mytologiska motiv till Filip II av Spanien, däribland Diana och Aktaion som är utställd på National Gallery.
Såväl Backanal på Andros som pendangen Offer till Venus konfiskerades av Kyrkostaten och dess representant Pietro Aldobrandini 1598. De bytte därefter ägare flera gånger fram till 1639 då de donerades till Filip IV av Spanien.

## Rubens version

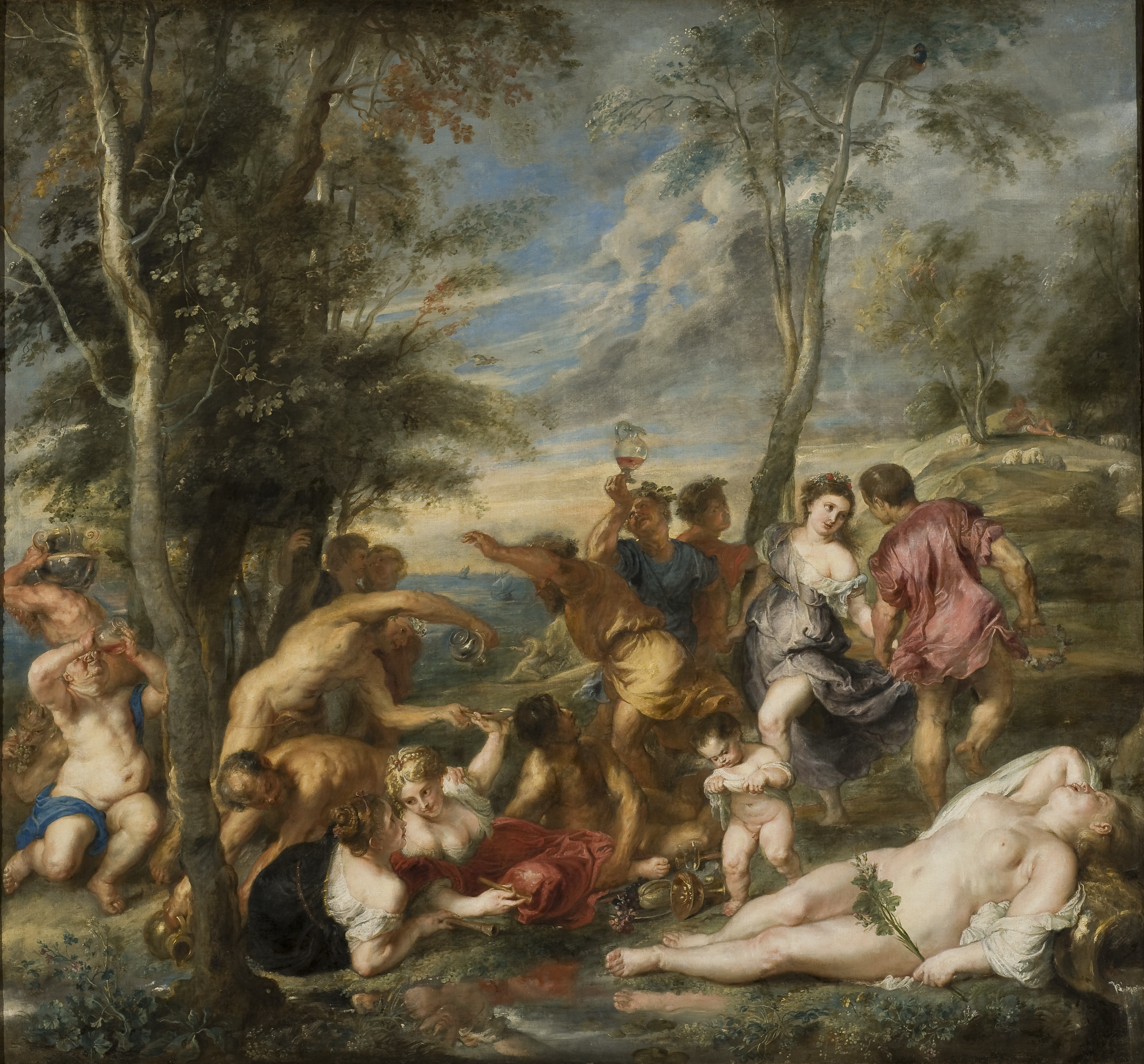
Peter Paul Rubens, Backanal på Andros (1630-talet, 200x205 cm), Natonalmuseum.

Backanal på Andros var ett inflytelserikt mästerverk som kopierades av flera berömda konstnärer såsom Peter Paul Rubens, Guido Reni, Nicolas Poussin och Diego Velázquez. Rubens version skiljer sig från originalet genom ett mer temperamentsfullt uttryck och han betraktade den själv som ett original. Han kopierade även Backanal på Andros pendang Offer till Venus vilken också ingår i Nationalmuseums samlingar. 
De båda tavlorna var i konstnärens ägo vid hans död 1640. I samband med detta såldes de till Filip IV av Spanien som också ägde Tizians original. Efter Napoleons invasion av Spanien togs Rubens tavlor som krigsbyte och fördes senare till Sverige av Karl XIV Johan. De donerades av dennes son Karl XV till Nationalmuseum 1865.